# I ragazzi di ieri
I ragazzi di ieri è il trentesimo album di Peppino di Capri, pubblicato nel 1990.

## Tracce
1. RadioNapoli – 5:00
2. I ragazzi di ieri – 4:09
3. Acquamarina – 4:25
4. Le parole più belle – 4:25
5. Hey musica – 4:26
6. Evviva Maria – 4:10
7. La mia isola – 4:19
8. Famme sunnà – 4:35
9. Annalisa – 4:48
10. Una giornata al mare – 4:25

Durata totale: 44:42